# Tréville
Tréville ist eine französische Gemeinde mit 109 Einwohnern (Stand: 1. Januar 2022) im Département Aude in der Region Okzitanien (vor 2016 Languedoc-Roussillon). Sie gehört zum Arrondissement Carcassonne und zum Kanton Le Bassin Chaurien. Die Einwohner werden Trévillais genannt.

## Nachbargemeinden
Tréville liegt etwa 36 Kilometer nordwestlich von Carcassonne. Umgeben wird Tréville von den Nachbargemeinden La Pomarède im Norden, Issel im Osten, Peyrens im Süden sowie Puginier im Südwesten und Westen.

## Bevölkerungsentwicklung
| Jahr                       | 1962 | 1968 | 1975 | 1982 | 1990 | 1999 | 2006 | 2019 |
| Einwohner                  | 105  | 76   | 76   | 80   | 91   | 117  | 112  | 106  |
| Quellen: Cassini und INSEE |      |      |      |      |      |      |      |      |

## Sehenswürdigkeiten
- Kirche Saint-Pierre-et-Saint-Paul aus dem 12. Jahrhundert
- Schloss Tréville, ursprüngliche Burganlage aus dem 12. Jahrhundert, bis in das 17. Jahrhundert umgebaut